# Temelucha exilis
Temelucha exilis är en stekelart som beskrevs av Dasch 1979. Temelucha exilis ingår i släktet Temelucha och familjen brokparasitsteklar. Inga underarter finns listade i Catalogue of Life.